# Eine Stadt liest ein Buch
Eine Stadt liest ein Buch bezeichnet eine Form des lokalen Lese- oder Buchmarketings, bei der über mehrere Wochen möglichst viele Menschen einer Stadt ein bestimmtes Buch lesen und auf Veranstaltungen mit bekannten oder unbekannten Personen darüber sprechen. Vielfach ist das Lesen der Auslöser und das Buch Bezugspunkt für Vorträge zum Thema sowie weiterführende Begleitveranstaltungen und Arbeitsgemeinschaften. Bei der Auswahl des Buches geben jeweils unterschiedliche Gründe den Ausschlag. Veranstalter können lokale Buchhandlungen oder Büchereien in Verbindung mit Kultur- oder Bildungseinrichtungen sein.

## Geschichte
Die Idee zu dem Projekt stammt aus den USA. So versetzten 1998 in Seattle die Initiatoren von If All of Seattle Read the Same Book die Leser von Nancy Pearls The Sweet Hereafter „wildfremde Menschen in ein wahres Lesefieber.“ 2001 wurde erstmals in Chicago das Projekt One Book, One Chicago realisiert. Aus den Anfängen entwickelte sich OBOC zum Großprojekt, das heute unter dem Dach der CPL (Chicago Public Library) ein breitgefächertes Programm zu aktuellen Fragestellungen anbietet. Die Library of Congress hat eine Liste der US-amerikanischen Städte veröffentlicht, in denen das Projekt realisiert wurde.
Wenig später gab es auch außerhalb der USA in einigen Ländern vergleichbare Projekte. Bereits 2002 hat in Kanada der Sender CBC Radio seine Hörer zu einem Projekt Canada Reads eingeladen. Im gleichen Jahr gaben die öffentliche Bücherei von Vancouver sowie die Buchhändler und Büchereien der Provinz Waterloo den Impuls zur Lektüre von Wayson Choys The Jade Peony bzw. Alistair MacLeods No great Mischief. Wenige Jahre später machte der kanadische Dichter Herménégilde Chiasson aus dem Namen eine Wander-Installation und lud unter dem Namen Une ville, un livre die Stadtbesucher zum Lesen und Verfolgen der von ihm erstellten und als Ancrages [Ankerplätze] bezeichneten literarischen Texttafeln ein.
2002 forderte die Öffentliche Bücherei von Brisbane in Australien zur Lektüre von Peter Careys The History of the Kelly Gang auf.
In England steht die Stadt Bristol an der Spitze der Bewegung. Dort regte der Arts Council England South West 2003 zur Lektüre von Robert Louis Stevensons Treasure Island an. In Brighton gab es nach 2005 auf Initiative von Sarah Hutchings One City. One Book. Daraus entwickelte sich City Reads. In York hat sich das Projekt Big City Read zum Erfolgsmodell entwickelt. 2017 steht dort das Buch To catch a Rabbit von Helen Cadbury auf dem Programm.
In Österreich hat sich seit 2002 eine vergleichbare Lesekampagne in Wien unter dem Titel Eine Stadt. Ein Buch. etabliert. 
In Italien fasste das Projekt 2007 auf Initiative der „Officina Giovani“ in der Stadt Pergola Fuß. 2013 machten die Bibliotheken im Raum Florenz/Pisa unter der Bezeichnung Una Città un Libro das Buch The Marshal and the Murderer von Magdalen Nabb zum Thema eines Leseprojekts. 2018 nimmt die Stadt Trient das Projekt Un libro, una città in ihre Aktivitäten auf.
In Dänemark hat sich das Projekt unter dem Namen en by, en bog etabliert. Dort ist es die Stadt Horsens, wo 2017 die öffentliche Bibliothek zur Lektüre von De hængte hunde [In Deutschland: Das erste Opfer] vom Oxen-Autor Jens Henrik Jensen eingeladen hat.
In Deutschland wurde Eine Stadt liest ein Buch seit 2002 in mehreren Städten umgesetzt, darunter zuerst in Hamburg, Bad Hersfeld, Potsdam, Köln und Hanau. Seit 2010 findet die Idee der Städteleseaktion in Deutschland eine immer größere Verbreitung. Für diese besondere Form der Leseförderung engagierten sich seither auch die Städte Frankfurt am Main, Stuttgart, Würzburg, Augsburg, Regensburg, Kiel, der Kreis Stormarn, Puchheim, Bingen und München-Moosach.

## Umsetzung
Eine Jury, bestehend aus Journalisten, Studenten, Germanisten usw. wählt ein Buch aus, welches dann von einer Stadt gelesen werden soll. Besonderen Wert legt die Jury auf eine interessante Geschichte und ein hohes sprachliches Niveau. Der Inhalt des Buches muss verschiedene Menschen unterschiedlichen Alters, Geschlechts und Lebensstils ansprechen. Der Inhalt des Buches wird so zum Gesprächsstoff einer Region. Das Projekt soll Spaß am Lesen, das Engagement des Einzelnen sowie die Kulturarbeit fördern. Es gibt Veranstaltungen (Leseabende, Theater, Ausstellungen und Vorträge), in denen das Thema des Buches behandelt wird. Idealerweise sollte der Autor für Veranstaltungen zur Verfügung stehen.
In den einzelnen Städten kommt es je nach örtlichen Voraussetzungen und Zielvorstellungen zu den unterschiedlichsten Realisationsformen. In Hamburg war schon die erste Aktionswoche Eine Stadt liest ein Buch „auf große Resonanz gestoßen“ und dank der Ausstrahlung des Autors Siegfried Lenz und seines Buches Der Mann im Strom „ein voller Erfolg“, und auch 2003 waren alle Veranstaltungen, die dem Buch Die Erfindung der Currywurst von Uwe Timm gewidmet waren, „bestens besucht“. In Potsdam haben 2002 Tausende von Interessenten per Mausklick über die Auswahl „ihres“ Buches entschieden und mit Bernhard Schlinks Buch Der Vorleser ein zugkräftiges Stück Literatur in den Mittelpunkt gerückt.
Seit 2003 findet in Köln die Aktion Ein Buch für die Stadt statt, und seit 2005 ermittelt in Hanau ein Veranstalterteam unter dem Motto „Hanau sucht ein Buch“ ein Publikumsvotum, ehe es sich auf einen Buchtitel verständigt. Seit 2009 lädt die Stadtbibliothek der Stadt Neuss alljährlich zur Lektüre eines Buches ein. Hier wurden Autoren wie Martin Walser, Hanns-Josef Ortheil, Uwe Timm u. a. ins Blickfeld gerückt. Auch Elmshorn hat mit seinem seit 2009 regelmäßig veranstalteten Leseprojekt „über die Grenzen Elmshorns hinaus Beachtung und Interesse gefunden“. In Augsburg wurde 2014 Der Trafikant von Robert Seethaler gelesen. „Ein geglücktes Vorhaben“ konnte der Initiativkreis der Stadt Koblenz 2017 mit der Verbreitung von Benedict Wells Roman Becks letzter Sommer für sich verbuchen.
Hingegen hatten in Würzburg die Veranstalter mit der Wahl von Büchern wie Die Jünger Jesu von Leonhard Frank (2014), Der Aufruhr um den Junker Ernst von Jakob Wassermann (2016) und Nicht von jetzt, nicht von hier von Yehuda Amichai (2018) darauf gesetzt, mit der Lektüre von Büchern und Autoren mit Lokalbezug Impulse zur politischen Vergangenheitsbewältigung zu geben. Erfolgreich wurden hierfür Schulwettbewerbe ausgelobt, ein Modell, welches auch 2020 im Zusammenhang mit dem Buch Frau ohne Reue von Max Mohr seine Fortsetzung findet. - Ähnliche Motive gaben den Ausschlag dafür, dass 2015 im Kreis Stormarn (Schleswig-Holstein) Amon - Mein Großvater hätte mich erschossen von Jennifer Teege als Lektüre ausgewählt worden war. Der Initiativkreis Stormarn liest ein Buch beabsichtigte, mit der Lektüre der „ergreifenden Familienbiografie“ die Auseinandersetzung mit dem Nationalsozialismus in Gang zu bringen.
In Baden-Baden wird 2018 zur Lektüre von Gerhard Durlachers Ertrinken. Eine Kindheit im Dritten Reich eingeladen. In Bad Hersfeld hat Peter Handke als Juryvorsitzender im Lutherjahr 2017 die Lektüre der Bibel mit den Worten verantwortet: „Es gilt zu entdecken, wo die Botschaft der Bibel das Leben heute trifft,“ während in Stuttgart im selben Jahr die Initiatoren die iranischstämmige Autorin Shida Bazyar und mit ihrem Roman Nachts ist es leise in Teheran das Thema Migration in den Mittelpunkt gerückt haben. In den Jahren zuvor wählte man in Stuttgart die Romane Sturmflut von Margriet de Moor (2012) und Der Hals der Giraffe von Judith Schalansky (2015) aus.
Politisch orientiert ist das Projekt Die ganze Stadt liest ein Buch der Stadt Kiel, bei dem des Kieler Matrosenaufstands von 1918 in Form einer Beschäftigung mit dem Buch Der Kaiser ging, die Generäle blieben von Theodor Plievier gedacht werden soll. 2018 steht in Puchheim das Buch Das Glückskind von Steven Uhly im Fokus, während Regensburg das Augenmerk auf Der Fälscher, die Spionin und der Bombenbauer von Alex Capus lenkt. In Bingen haben sich die Veranstalter für 2018 auf das Buch Die Geschichte der Bienen von Maja Lunde geeinigt. Zahlreiche Begleitveranstaltungen umrahmen das Leseprojekt.
In Frankfurt steht im Rahmen des seit 2010 jährlich stattfindenden Projekts Frankfurt liest ein Buch für 2018 Das siebte Kreuz von Anna Seghers auf dem Programm. In Hanau, wo das Projekt bereits seit 2005 erfolgreich läuft und 2016 mit Abbas Khiders Ohrfeige ein politisches Thema im Mittelpunkt stand, wird 2018 Und dann steht einer auf und öffnet das Fenster von Susann Pásztor gelesen. In Moosach, einem Stadtteil Münchens, wird seit 2016 Ein Buch für Moosach zur gemeinsamen Lektüre angeboten. In Landau in der Pfalz wurde 2023 der Roman Herzfaden von Thomas Hettche ausgewählt, dieser behandelt die Geschichte der Augsburger Puppenkiste.